# Międzyrzec (gmina)
Międzyrzec (początkowo Międzyrzecz) – dawna gmina wiejska istniejąca do 1939 roku w woj. wołyńskim (obecnie na Ukrainie). Siedzibą gminy był Międzyrzec (Великі Межирічі), który na początku przejściowo stanowił odrębną gminę miejską.
W okresie międzywojennym gmina Międzyrzec należała do powiatu rówieńskiego w woj. wołyńskim. 12 grudnia 1933 roku do gminy Międzyrzec przyłączono część obszaru gminy Hoszcza.
Według stanu z dnia 4 stycznia 1936 roku gmina składała się z 43 gromad. Po wojnie obszar gminy Międzyrzec wszedł w struktury administracyjne Związku Radzieckiego.
Zobacz też: gmina Międzyrzec Podlaski, gmina Międzyrzecz